# Rohr (Familienname)
Rohr ist ein deutscher Familienname.

## Namensträger

### Familien
- Rohr (Adelsgeschlecht), märkisches (ursprünglich bayerisches) Adelsgeschlecht
- Rohr (Bern), Berner Bürgerfamilie
- Rohr und Stein, schlesisches Adelsgeschlecht

### Familiennamen
- Adolphine von Rohr (1855–1923), deutsche Geistliche, Äbtissin von Stift zum Heiligengrabe
- Alain Rohr (* 1971), Schweizer Leichtathlet
- Albrecht Ehrentreich von Rohr (1720–1800), deutscher Generalmajor
- Alfred Rohr (* 1945), österreichischer Politiker (ÖVP)
- Alheidis von Rohr (Adelheidis von Rohr; * 1940), deutsche Historikerin und Autorin
- Angela Rohr (Helene Golnipa; 1890–1985), österreichisch-sowjetische Ärztin und Schriftstellerin
- Arnold Bader-von Rohr (1893–1980), Schweizer Uhrenfabrikant
- Barbara Rohr (1932–2017), deutsche Behindertenpädagogin
- Bernd Rohr (Radsportler) (1937–2022), deutscher Radsportler
- Bernd Rohr (Fußballspieler) (1942–2023), deutscher Fußballspieler und Autor
- Bernhard von Rohr (1421–1487), österreichischer Geistlicher, Erzbischof von Salzburg
- Carl von Rohr (1792–1869), deutscher Landrat
- Carl Rohr (Manager) (1866–1946), deutscher Industriemanager
- Caspar Otto Christoph von Rohr (1711–1762), preußischer Landrat
- Chris von Rohr (* 1951), Schweizer Musiker
- Christian Rohr (* 1967), österreichischer Historiker und Hochschullehrer
- Christina Thürmer-Rohr (* 1936), deutsche Sozialwissenschaftlerin und Musikerin
- Christine Rohr (* 1969), österreichische Modistin
- Daniel Rohr (* 1960), Schweizer Schauspieler, Regisseur und Theaterleiter
- Elisabeth Rohr (* 1948), deutsche Soziologin und Hochschullehrerin
- Ferdinand von Rohr (General, 1783) (1783–1851), deutscher General der Infanterie und Politiker
- Ferdinand von Rohr (General, 1805) (1805–1873), deutscher Generalleutnant
- Ferdinand Rohr (1888–nach 1950), deutscher Kinderarzt und Sanatoriumsleiter
- Franz Rohr von Denta (1854–1927), österreichischer Feldmarschall
- Franz Rudolf Jakob Rohr (1831–1888), Schweizer Ingenieur und Politiker
- Friedrich Rohr (1850–1913), deutscher Druckereiunternehmer und Politiker, MdBB
- Georg Schmidt-Rohr (1890–1945), deutscher Germanist und Soziologe
- Gernot Rohr (* 1953), deutscher Fußballspieler und -trainer
- Götz von Rohr (* 1944), deutscher Geograph
- Günter Rohr (1908–1933), deutscher Philosophiehistoriker
- Günther Rohr (1893–1966), deutscher Generalmajor
- Hanns von Rohr (1895–1988), deutscher Generalmajor
- Hans Rohr (Musiker) (1885–1942), deutscher Pianist, Dirigent, Komponist und Theaterintendant
- Hans Rohr (Politiker), österreichischer Politiker (VdU, FPÖ)
- Hans Rohr (Astronom) (1896–1978), Schweizer Astronom und Konstrukteur
- Hans Rohr (Architekt) (* 1945), Schweizer Architekt
- Hans Rohr-Reiner (1860–1945), Schweizer Rechtsanwalt
- Hans-Alard von Rohr (1933–2016), deutscher Diplomat
- Hans Albrecht Friedrich von Rohr (1703–1784), deutscher Oberst
- Hans Christoph von Rohr (* 1938), deutscher Jurist und Politiker (CDU), MdHB
- Hans Ernst Otto Christian von Rohr (ca. 1726–1778), deutscher Oberst
- Hans Friedrich von Rohr (1679–1735), preußischer Landrat
- Hans Heinrich Ludwig von Rohr (1719–1792), deutscher Generalleutnant
- Hansjoachim von Rohr (1888–1971), deutscher Politiker (DNVP)
- Hans-Jürgen Rohr (1925–2024), deutscher Verwaltungsjurist und Staatssekretär
- Hans Peter Rohr (* 1943), Schweizer Skirennläufer
- Hanspeter Rohr (1935–2023), Schweizer Anatom, Pathologe und Hochschullehrer
- Harald Rohr (1940–2016), deutscher Pfarrer und Menschenrechtsaktivist
- Heinrich Rohr (Politiker)	(1888–1948), deutscher Politiker (Zentrum), MdL Oldenburg
- Heinrich Rohr (1902–1997), deutscher Kirchenmusiker und Komponist
- Ignaz Rohr (1866–1944), deutscher Theologe
- Jakob Schulze-Rohr (1930–2008), deutscher Architekt und Stadtplaner
- Jean-Philippe Rohr (* 1961), französischer Fußballspieler
- Johann von Rohr (1579–1624), deutscher Kammerjunker und Hofbeamter
- Johann Rohr (Politiker) (1830–1909), Schweizer Politiker (LPS)
- Johann Rohr von Rohrau (1775–1855), österreichischer Generalmajor und Brigadekommandeur
- Johann Friedrich Rohr (1816–1878), deutscher Schriftsetzer
- Johann Georg Rohr (1666–1722), deutscher Glockengießer
- Julius Albert von Rohr (1647–1712), deutscher Jurist
- Julius Bernhard von Rohr (1688–1742), deutscher Kameralist, Naturwissenschaftler und Schriftsteller
- Julius Philipp Benjamin von Rohr (1737–1793), deutsch-dänischer Kolonialbeamter und Botaniker
- Karl Rohr (Illustrator) (1891–1972), deutscher Architekt und Illustrator
- Karl Rohr (Geologe) (1895–1995), Schweizer Geologe
- Karl Rohr (Mediziner, 1900) (1900–1959), Schweizer Internist, Hämatologe und Hochschullehrer
- Karl Rohr (Fußballspieler) (* 1954), deutscher Fußballspieler
- Karl von Rohr (* 1965), deutscher Bankmanager
- Karl Jakob Rohr (1790–1863), Schweizer Arzt
- Kaspar Friedrich von Rohr (1702–1757), deutscher Generalmajor
- Kurt von Rohr (1843–1910), deutscher Gutsbesitzer und Politiker
- Leopold von Rohr (1771–1850), deutscher Lyriker und Verwaltungsbeamter
- Ludwig von Rohr (1777–1855), preußischer Generalleutnant
- Margarete von Rohr († 1724), deutsche Adlige
- Mathieu von Rohr (* 1978), Schweizer Journalist
- Mathilde von Rohr (1810–1889), deutsche Briefpartnerin von Theodor Fontane
- Matthias Rohr (* 1980), deutscher Handballspieler
- Max Rohr (Sänger) (1875–1917), deutscher Sänger (Tenor) und Schauspieler
- Max Rohr (Politiker) (1890–1980), Schweizer Politiker (CVP)
- Max Rohr (Maler) (* 1960), italienischer Maler
- Maximilian Rohr (* 1995), deutscher Fußballspieler
- Moritz von Rohr (1868–1940), deutscher Optiker
- Nadine Rohr (* 1977), Schweizer Leichtathletin
- Oskar Rohr (1912–1988), deutscher Fußballspieler
- Otto I. von Rohr (um 1350–1427), deutscher Geistlicher, Bischof von Havelberg
- Otto von Rohr (Sänger) (1914–1982), deutscher Opernsänger (Bass)
- Otto Albrecht von Rohr (1666–1736), deutscher Landrat
- Otto Christian Albrecht Ludwig von Rohr (1763–1839), deutscher Generalmajor
- Patrick Rohr (* 1968), Schweizer Fernsehmoderator
- Paul Theodor Rohr (1864–1908), deutscher Maler
- Peter Rohr (Komponist) (1881–1956), rumäniendeutscher Komponist und Dirigent
- Peter Rohr (Architekt) (1900–1984), Schweizer Architekt
- Peter Rohr (Skirennfahrer) (* 1945), Schweizer Skirennfahrer
- Peter Schulze-Rohr (1926–2007), deutscher Regisseur und Drehbuchautor
- Philipp Rohr (1918–2007), deutscher Fußballspieler
- Philipp Ludwig Ewald von Rohr (1711–1782), preußischer Landrat
- Reinhart Rohr (* 1959), österreichischer Politiker (SPÖ)
- Richard Rohr (* 1943), US-amerikanischer Franziskaner, Prediger und Autor
- Robert Rohr (1922–2008), Pädagoge, Musikwissenschaftler, Musiker und Schriftsteller
- Rudolf Rohr (1831–1888), Schweizer Ingenieur und Politiker, siehe Franz Rudolf Jakob Rohr
- Rudolf Rohr (Politiker, 1935) (1935–2001), Schweizer Jurist und Politiker
- Rudolf Rohr (Fotograf) (* 1939), Schweizer Fotograf
- Rupprecht Rohr (1919–2009), deutscher Romanist und Hochschullehrer
- Susanne Rohr (* 1958), deutsche Amerikanistin
- Ulrich Schmidt-Rohr (1926–2006), deutscher Physiker
- W. D. Rohr (Wolf Detlef Rohr; 1928–1981), deutscher Schriftsteller und Literaturagent
- W. Günther Rohr (Walter Günther Rohr; 1956–2015), deutscher Literatur- und Sprachwissenschaftler
- Walter Rohr (?–1936), deutscher Geistlicher und Superintendent
- Wilhelm Rohr (Maler) (1848–1907), deutscher Maler und Radierer
- Wilhelm Rohr (Archivar) (Paul Wilhelm Rohr; 1898–1968), deutscher Historiker und Archivar
- Willy Rohr (Wilhelm Rohr; 1877–1930), deutscher Offizier
- Wulfing von Rohr (* 1948), deutscher Journalist und Autor